# Ernzen
Pour l’article homonyme, voir Ernzen (Rhénanie-Palatinat).
Ernzen (luxembourgeois : Iernzen) est une section de la commune luxembourgeoise de Larochette située dans le canton de Mersch.

## Géographie
Ernzen se situe dans la vallée de l’Ernz Blanche, un affluent de la Sûre.